# Pentax 67
Pentax 67 — профессиональный среднеформатный однообъективный зеркальный фотоаппарат с ручной фокусировкой. Основа одноимённой фотосистемы. Рассчитан на роликовую плёнку типа 120 или плёнку типа 220. Выпускался с 1990 до 1999 года. С производства снят, но и в настоящее время остаётся одной из самых надёжных и удобных профессиональных среднеформатных камер.

## Общие сведения
Компоновка камеры максимально близка к традиционным малоформатным SLR камерам. Таковы механизмы перевода кадра и подъёма быстровозвращаемого зеркала, и расположение органов управления камерой. Аналогичен взвод затвора производятся курком под большой палец правой руки. Камера ориентирована как на плёнку типа 120 (помещается 10 кадров) так и на 220 (помещается 20 кадров). Переключение между типами плёнки осуществляется поворотом соответствующего переключателя около курка взвода и изменением положения прижимного столика (не обязательно).
Камера также оборудована системой предварительного подъёма зеркала, которая отсутствовала в самой первой модификации камеры с гравировкой «6×7». Pentax 6x7 могут быть как с предподъемом зеркала, так и без него.

## История появления
В 1989, Pentax 6x7 пережил ряд значительных изменений, основным из которых была замена механического затвора электронно-механическим. Это изменение улучшило точность отработки выдержек, но потребовало обязательного электропитания затвора, что отвернуло от камеры фотографов занимающихся астросъёмкой. Модернизированная модель была переименована в Pentax 67.

## Некоторые характеристики
- Электронно-механический фокальный затвор Выдержки: 1 — 1/1000 с, X, B.
- Выдержка синхронизации — 1/30 с.
- Питание (затвор, TTL-пентапризма): одна батарея типа 4SR44/544 или PX28 6 В или 4 шт LR44/SR44 1.5 В.
- Индикатор состояния элементов питания.
- Внутренний байонет используется для объективов с фокусными расстояниями от 35 до 300 мм, внешний — от 400 до 1000 мм.
- Автоматически сбрасываемый счётчик кадров.

## Система 67
Сменные видоискатели
- Жёсткая шахта с окулярным видоискателем сверху. 100 % поля кадра. Коррекция диоптрий и наглазник со встроенным 1,3× увеличением.
- Складная компактная шахта с видоискателем сверху. 100 % поля кадра. Ориентирована в большей степени для макросъёмки, имеет увеличение 1,5×.
- Стандартная пентапризма даёт изображение в стиле классического видоискателя 35-мм зеркальной камеры.
- TTL-пентапризма. Обеспечивает центрально-взвешенный TTL-замер экспозиции и автоматический замер с объективами, имеющими автоматическую диафрагму.

Сменные фокусировочные экраны
- Стандартный матовый для общего применения позволяет фокусироваться по центральному кругу с микропризмами.
- Матовый экран с центральным кругом
- Матовый экран с центральным кругом и сеткой для контроля перспективы с использованием шифт-объективов.
- Матовый экран с центральным кругом, микропризмами и сеткой.
- Матовый фокусировочный экран с вертикальными клиньями Додена.

Парк объективов
Для системы «Pentax 67» выпускалось более 50 модификаций объективов: от 35 мм «рыбьего глаза» до длиннофокусного катадиоптрического телеобъектива 1000 мм. Объективы имеют высококачественное SMC просветление:
- Super Takumar Fisheye 6X7 35 мм f/4.5
- S-M-C Fish-Eye-Takumar 6X7 35 мм f/4.5
- SMC Pentax Fish-Eye 67 35 мм f/4.5
- SMC Pentax 6X7 45 мм f/4
- SMC Pentax 67 45 мм f/4
- Super Takumar 6X7 55 мм f/3.5
- S-M-C Takumar 6X7 55 мм f/3.5
- SMC Pentax 6X7 55 мм f/4
- SMC Pentax 67 55 мм f/4
- SMC Pentax 67 Zoom 55-100 мм f/4.5
- SMC Pentax 67 75 мм f/2.8 AL (анонсирован в 2001)
- Super Takumar 6X7 75 мм f/4.5
- S-M-C Takumar 6X7 75 мм f/4.5
- SMC Pentax 67 75 мм f/4.5
- S-M-C Takumar 6X7 LS 90 мм f/2.8 (Со встроенным центральным затвором и возможностью мультиэкспозиции)
- SMC Pentax 6X7 90 мм f2/8
- SMC Pentax 67 90 мм f2/8
- SMC Pentax 67 Zoom 90-180 мм f/5.6
- SMC Pentax 67 Macro 100 мм f/4
- Super Takumar 6X7 105 мм f/2.4
- S-M-C Takumar 6X7 105 мм f/2.4
- SMC Pentax 67 105 мм f2.4
- SMC Pentax 6X7 Soft 120 мм f/3.5 (С ручной диафрагмой)
- SMC Pentax 67 Soft 120 мм f/3.5 (С ручной диафрагмой)
- S-M-C Macro Takumar 6X7 135 мм f/4
- SMC Pentax 67 Macro 135 мм f/4
- Super Takumar 6X7 150 мм f/2.8
- S-M-C Takumar 6X7 150 мм f/2.8
- SMC Pentax 6X7 165 мм f/2.8
- SMC Pentax 67 165 мм f/2.8
- SMC Pentax 6X7 LS 165 мм f/4(Со встроенным центральным затвором, без возможности мультиэкспозиции)
- SMC Pentax 67 LS 165 мм f/4(Со встроенным центральным затвором, без возможности мультиэкспозиции)
- Super Takumar 6X7 200 мм f/4
- S-M-C Takumar 6X7 200 мм f/4
- SMC Pentax 67 200 мм f/4
- Super Takumar 6X7 300 мм f/4
- S-M-C Takumar 6X7 300 мм f/4
- SMC Pentax 67 300 мм f/4
- SMC Pentax-M* 67 300 мм f/4 ED
- Takumar 6X7 400 мм f/4
- Super Takumar 6X7 400 мм f/4
- S-M-C Takumar 6X7 400 мм f/4
- SMC Pentax-M* 67 400 мм f/4 ED
- S-M-C Pentax 6X7 500 мм f/5.6
- SMC Pentax 6X7 500 мм f/5.6
- SMC Pentax 67 500 мм f/5.6
- Pentax Takumar 67 600 мм f/4
- S-M-C Takumar 6X7 600 мм f/4
- Pentax Takumar 67 800 мм f/4
- S-M-C Takumar 6X7 800 мм f/4[6] (С ручной диафрагмой.. Вес 17,7 кг.)
- SMC Pentax 6X7 800 мм f/6.7 ED
- SMC Pentax-M 67 800 мм f/6.7 ED
- Pentax Reflex-Takumar 6X7 1000 мм f/8(Без диафрагмы. Световой поток регулируется выдержками и светофильтрами нейтральной плотности. Вес 6,6 кг.)

Выпускались и шифт-объективы со сдвигом до 20 мм и ручной диафрагмой:
- SMC Pentax Shift 6X7 75 мм f/4.5
- SMC Pentax Shift 67 75 мм f/4.5

Аксессуары для макросъёмки
- 67 Auto Belows — раздвижной мех с базой 54-352 мм базу для обычных съёмок и 100—352 мм с реверсивным адаптером. С его помощью достижимы увеличения в диапазоне 0,51× — 2,0× со стандартным объективом 105/2,4 при стандартной съёмке и 0,73-3,02× при реверсивной. Поддерживает весь парк объективов от 90 до 300 мм за исключением 165/4 LS.
- 67 Reverse Adapter — реверсивный адаптер.
- Double Cable Release A — двойной тросик для автоматической работы диафрагмы при работе с реверсивным адаптером.
- 67 SMC Close-up lenses — насадка на объектив для макросъёмки.

Прочие аксессуары
- 67 Auto extension tube.
- 67 Helicoid extension tube.
- 67 Slide copier — устройство для снятия копий с негативов.
- Макрокольца.
- Lage copying stand II — стенд для копирования снимков.
- Несколько внешних экспонометров. Цифровой и аналоговый. Угол зрения 1°.
- Pentax 2× Magnifer — даёт двукратное увеличение центральной части видимого изображения при работе с видоискателем. Имеет диоптрийную коррекцию.
- Диоптрийные насадки для окуляра в диапазоне −5D + 2D.
- Наглазники.
- 67 batery cord — кабель для подачи внешнего питания. Основное назначение — использование камеры при низких температурах: источник питания прячется под одеждой фотографа.
- Деревянная ручка с разъёмом «горячий башмак».
- Ручка-скоба для фотовспышки AF400T с разъёмом «горячий башмак».
- Механические спусковые тросики 30 или 50 см с самоблокировкой.
- Прочие аксессуары: ремни, кейсы, сумки.